# Ervedal (Oliveira do Hospital)
Ervedal ist eine Ortschaft und ehemalige Gemeinde (Freguesia) im portugiesischen Kreis (Concelho) von Oliveira do Hospital. Am 30. Juni 2011 hatte die Gemeinde 929 Einwohner auf einer Fläche von 21,8 km².
Im Zuge der kommunalen Neuordnung Portugals nach den Kommunalwahlen am 29. September 2013 wurde die Gemeinde Ervedal mit Vila Franca da Beira zur neuen Gemeinde União das Freguesias de Ervedal e Vila Franca da Beira zusammengeschlossen. Sitz der neuen Gemeinde wurde Ervedal.